# Betara Kiri
Betara Kiri is een bestuurslaag in het regentschap Tanjung Jabung Barat van de provincie Jambi, Indonesië. Betara Kiri telt 4190 inwoners (volkstelling 2010).